# Sylvia Cheeseman
Sylvia Cheeseman, coniugata Disley (Londra, 19 maggio 1929), è un'ex velocista britannica.

## Palmarès
- Giochi olimpici

Helsinki 1952: bronzo nella staffetta 4×100 metri.